# Трансамерика
«Трансамерика» (англ. Transamerica) — первый полнометражный художественный фильм режиссёра Дункана Такера. Начало съёмок фильма — 20 мая 2004 года, премьера состоялась 14 февраля 2005 года. При бюджете около 1 миллиона долларов сборы от проката в США составили 9 015 303 доллара, а всего в мире 15 151 744 долларов.

## Сюжет
Главная героиня фильма — трансгендерная женщина Бри Осборн — давно живёт в женском гендере, работает на двух работах и откладывает деньги для того, чтобы сделать хирургическую коррекцию пола. Однажды Бри узнаёт о существовании у себя сына-подростка Тоби, который арестован за кражу и находится в Нью-Йорке. По совету своего психоаналитика Бри за неделю до решающей операции по смене пола отправляется туда, чтобы встретиться лицом к лицу со своим прошлым. Под видом миссионерки Бри забирает сына из полиции и отправляется с ним в Лос-Анджелес. История отношений Бри и Тоби и их приключения в дороге и составляют сюжетную канву ленты.

## В ролях
| Актёр             | Роль                  |
| ----------------- | --------------------- |
| Фелисити Хаффман  | Бри Осборн            |
| Кевин Зегерс      | Тоби                  |
| Фионнула Флэнаган | Элизабет, мать Бри    |
| Грэм Грин         | Келвин                |
| Элизабет Пенья    | Маргарет              |
| Венида Эванс      | Эрлетти, бабушка Тоби |
| Грант Монохон     | хиппи, попутчик       |
| Берт Янг          | Мюрэй, отец Бри       |
| Кэрри Престон     | Сидни, сестра Бри     |

## Награды и номинации
- 2006 — две номинации на премию «Оскар»: лучшая женская роль (Фелисити Хаффман), лучшая песня («Travelin' Thru»)
- 2006 — премия «Золотой глобус» за лучшую женскую роль — драма (Фелисити Хаффман), а также номинация за лучшую песню («Travelin' Thru»)
- 2006 — две номинации на премию «Выбор критиков»: лучшая женская роль (Фелисити Хаффман), лучшая песня («Travelin' Thru»)
- 2006 — 2 премии «Независимый дух»: лучшая женская роль (Фелисити Хаффман), лучший дебютный сценарий (Дункан Такер), а также номинация за лучший дебютный фильм (Дункан Такер, Себастьян Дунган, Линда Моран, Рене Бастиан)
- 2006 — номинация на премию Гильдии киноактёров США за лучшую женскую роль (Фелисити Хаффман)
- 2005 — премия «Спутник» за лучшую женскую роль — драма (Фелисити Хаффман)
- 2005 — премия Национального совета кинокритиков США за лучшую женскую роль (Фелисити Хаффман)